# Tubariaceae
Tubariaceae is een botanische naam van een familie van schimmels. Het typegeslacht is Tubaria.

## Geslachten
Volgens Index Fungorum telt de familie in totaal vier geslachten (peildatum april 2022):
- Flammulaster
- Phaeomarasmius
- Phaeomyces
- Tubaria